# Elvirita Guillén
Elvira Guillén o Elvirita (n. ¿Limache?, c.1923 - Antofagasta, 14 de marzo de 1937) Fue una niña de catorce años violada y presumiblemente asesinada en Antofagasta, Chile, a mediados de marzo de 1937. Existe la versión que se habría suicidado ante el deshonor sufrido, aunque su caso nunca llegó a dilucidarse. Su tumba será con los años transformada en una animita o lugar de culto donde sus deudos van a pedir su intervención en problemas o realice favores.

## Biografía
Los pocos datos que se tienen de su vida permiten saber que era una niña huérfana de Limache, que fue adoptada en enero de 1937 por la pareja conformada por Ángel García Agra y Pilar García, quienes residían en Antofagasta. Dos meses después invitada por unos vecinos de dudosos antecedentes entre los cuales se encontraba un cabo del Ejército de Chile fue ultrajada por estos. Frente a la negativa de estos la niña se habría quitado la vida (aunque existen dudas si fue realmente un suicidio) y en el examen forense de la morgue se habría detectado la violación y la verdad que ella planteaba. La justicia condenó a bajas penas a los implicados por lo que quedó una sensación de injusticia.

## La animita
Su tumba, comprada por erogación popular, fue con el tiempo adquiriendo fama como animitas de cementerio. Como el lugar original se hizo estrecho, fue trasladada a uno nuevo, también financiado por erogación popular. La ceremonia se realizó el 31 de mayo de 1947, y el fervor popular fue tal que se reunieron 7 mil personas, muchas de las cuales querían tocar el féretro blanco. Para la creencia popular, su muerte trágica significaba que parte de su alma (ánima) permanecía aún en este mundo y podía ayudar a las personas vivas. Su fama fue creciendo a nivel regional y en países vecinos quienes tras cumplirse sus favores ponen la usual placa recordatoria en la tumba.